# Game, Set and Match
Game, Set and Match —que puede traducirse al español como «Juego, set y partido»— es la adaptación a la televisión de la primera de las tres trilogías escritas por Len Deighton en torno al personaje de Bernard Samson, la conformada por El juego de Berlín, El set de México y El partido de Londres. Los trece episodios que conforman la serie, producidos por Granada Television, se emitieron por primera vez entre el 3 de octubre y el 19 de diciembre de 1988.
Adaptada a la pequeña pantalla por John Howlett, la serie tuvo dos directores, Ken Grieve y Patrick Lau, que, sin embargo, no llegaron a trabajar juntos, pues cada uno se encargó de sus episodios por separado. Con un presupuesto que rondaba los ocho millones de dólares estadounidenses, la serie se rodó en Berlín y México y contó con hasta 3000 extras. Si bien la crítica recibió los trece episodios con buenas palabras, no consiguieron congregar a una gran audiencia frente a la televisión. Ian Holm, que desempeña en la serie el papel protagonista de Bernard Samson, fue nominado al BAFTA al mejor actor.

## Sinopsis
La serie sigue los pasos de Bernard Samson (interpretado por Ian Holm), que, pese a haber trabajado durante años en el terreno, ahora ha quedado confinado a trabajar en su escritorio y se ve superado en rango incluso por su mujer, Fiona. La historia comienza con la búsqueda del topo que amenaza con desbaratar la red Brahms, activa en Alemania del Este. Sus superiores en el Servicio de Inteligencia Secreto británico lo envían a Berlín para que rescate al agente de la red Brahms. Es en esa ciudad donde coincide con Werner Volkmann (Michael Degen), amigo de la infancia y alter ego, ahora denostado por los jefes del Servicio de Inteligencia Secreto británico. Más tarde, se desplaza hasta México para intentar convencer a un comandante de la KGB (interpretado por Gottfried John) de que deserte al oeste, y se vale para ello de Zena, esposa de Werner Volkmann, amigo de la infancia. Cuando todo apunta a que hay otro traidor trabajando para Londres, Samson se convierte en uno de los principales sospechosos.

## Elenco

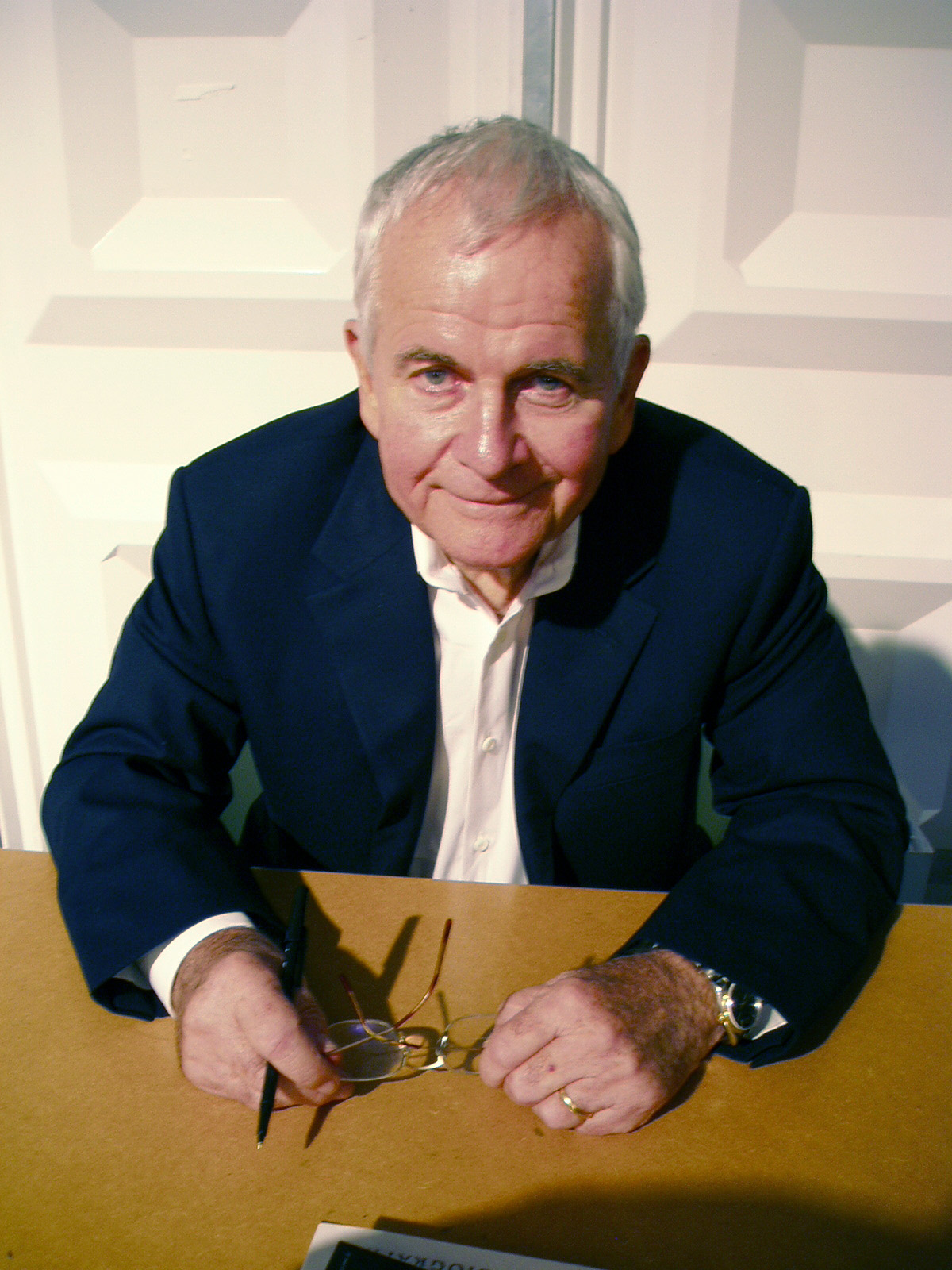
Ian Holm, que interpreta a Bernard Samson, personaje principal de la historia

Estos son los actores que interpretaron a los personajes principales de la historia:
- Ian Holm — Bernard Samson
- Mel Martin — Fiona Samson
- Michael Culver — Dicky Cruyer
- Michael Degen — Werner Volkmann
- Gottfried John — Eric Stinnes
- Anthony Bate — Bret Renssalaer
- Frederick Treves — Frank Harrington
- Amanda Donohoe — Gloria Kent
- Hugh Fraser — Giles Trent
- Gail Harrison — Tessa Kozinski
- Gary Whelan — George Kozinski
- Brigitte Karner — Zena Volkmann
- Alan MacNaughtan — sir Henry Clevemore
- Michael Aldridge — Silas Gaunt
- Peter Vaughan — David Kimber-Hutchinson
- Eva Ebner — Lisl Hennig
- Jeremy Child — Henry Tiptree

## Episodios
| N.º | Título                 | Fecha de emisión original |
| --- | ---------------------- | ------------------------- |
| 1   | «Berlin Game: Part 1»  | 3 de octubre de 1988      |
| 2   | «Berlin Game: Part 2»  | 3 de octubre de 1988      |
| 3   | «Berlin Game: Part 3»  | 10 de octubre de 1988     |
| 4   | «Berlin Game: Part 4»  | 17 de octubre de 1988     |
| 5   | «Berlin Game: Part 5»  | 24 de octubre de 1988     |
| 6   | «Mexico Set: Part 1»   | 31 de octubre de 1988     |
| 7   | «Mexico Set: Part 2»   | 7 de noviembre de 1988    |
| 8   | «Mexico Set: Part 3»   | 14 de noviembre de 1988   |
| 9   | «Mexico Set: Part 4»   | 21 de noviembre de 1988   |
| 10  | «Mexico Set: Part 5»   | 28 de noviembre de 1988   |
| 11  | «London Match: Part 1» | 5 de diciembre de 1988    |
| 12  | «London Match: Part 2» | 12 de diciembre de 1988   |
| 13  | «London Match: Part 3» | 19 de diciembre de 1988   |

## Crítica
En una dura crítica para The New York Times, John J. O'Connor hablaba de «desastre». «Soy capaz de seguir tramas complejas, pero la historia de Deighton, tal y como la ha adaptado John Howlett (que has escrito biografías de James Dean y Frank Sinatra), me ha dejado con dolor de cabeza», aseguró. Sostenía, además, que la elección de Holm para interpretar el papel principal había sido un error, pues lo creía incapaz de sostener ese protagonismo a lo largo de trece horas: «A causa de esto, por desgracia, su gris actuación acaba por diluirse ante los ojos del espectador». En la reseña, achacaba cierta «desconexión» entre los elementos de la trama al hecho de que hubiese dos directores diferentes al frente de los episodios y se atrevió incluso con Deighton, del que dijo que no estaba a la altura de su compatriota John le Carré.
Ni siquiera el propio Deighton quedó contento con la adaptación. «El presupuesto era generoso, había técnicos con experiencia y no faltaba talento. Los actores y actrices eran, sin excepción, de primera categoría. Pero, si bien el guion estaba muy bien escrito, alguien en algún lugar estaba infligiéndole a todo el proyecto una herida mortal. La elección de los actores fue extraña: los altos se volvieron bajos, los bajos se volvieron altos, los enfadados se volvieron cansados, las morenas se volvieron rubias, los gordos se volvieron flacos, los estadounidenses se volvieron ingleses, los aseados llevaban barba y aquellos con gafas se habían deshecho de ellas», comentó en una entrevista concedida al blog The Deighton Dossier en noviembre de 2011.
Hubo, sin embargo, quienes sí alabaron la producción. Clifford Terry, en una reseña escrita para el Chicago Tribune, habla de un «suspense clandestino y crepitante». «El agudo trabajo de Kenneth Grieve y Patrick Lau al frente de la dirección y el provocativo guion de Howlett [...] dan lugar, a través de unas actuaciones soberbias, a un acierto». En ese mismo sentido, Lee Winfrey, en una reseña escrita para TV Week, suplemento de The Philadelphia Inquirer, la tacha de «alucinante». En sus líneas, dedica algunas palabras a alabar la actuación tanto de Gottfried John —una «amenaza hipnotizante»— como de Holm —que «hace que todo se sostenga»—.